# Chieti FC 1922
Chieti FC 1922 (wł. Società Sportiva Dilettantistica Chieti Football Club 1922) – włoski klub piłkarski, mający siedzibę w mieście Chieti, we wschodniej części kraju, grający od sezonu 2013/14 w rozgrywkach Eccellenza Abruzzo.

## Historia
Chronologia nazw:
- 1922: Unione Sportiva Pippo Massangioli – po fuzji klubów R.I.S.S., Novelli i Sport Club Chieti
- 1931: klub rozwiązano
- 1931: Unione Sportiva Gloria
- 1932: Società Sportiva Chieti
- 1980: Chieti Calcio
- 1983: Società Sportiva Chieti Calcio
- 1985: Associazione Calcio Chieti
- 1986: Chieti Calcio S.p.A.
- 2006: klub rozwiązano
- 2006: Associazione Sportiva Dilettantistica Chieti
- 2009: Società Sportiva Dilettantistica Chieti
- 2010: Società Sportiva Chieti Calcio S.r.l.
- 2014: Società Sportiva Dilettantistica Chieti Calcio S.r.l.
- 2017: klub rozwiązano
- 2017: Società Sportiva Dilettantistica Chieti Football Club 1922 – po reorganizacji A.S.D. Chieti F.C. Torre Alex

Klub sportowy US Pippo Massangioli został założony w miejscowości Chieti w 1922 roku w wyniku fuzji miejscowych klubów R.I.S.S., Novelli i Sport Club Chieti. Początkowo zespół rozgrywał mecze towarzyskie. W sezonie 1924/25 debiutował w rozgrywkach Terza Divisione Abruzzo (D3), awansując do Seconda Divisione Abruzzo. Po reorganizacji systemu ligi w 1926 i wprowadzeniu najwyższej klasy, zwanej Divisione Nazionale poziom Seconda Divisione został zdegradowany do trzeciego poziomu. W sezonie 1929/30 po podziale najwyższej dywizji na Serie A i Serie B poziom Seconda Divisione został zdegradowany do czwartego stopnia, czyli rozgrywek regionalnych, jednak klub zrezygnował z rozgrywek. W sezonie 1930/31 klub startował w Seconda Divisione Lazio, ale po 17.kolejce wycofał się z mistrzostw, a potem został rozwiązany.
W 1931 inny klub z miasta US Gloria dołączył do FIGC i startował w rozgrywkach Seconda Divisione Abruzzi (D4). W 1932 klub zmienił nazwę na SS Chieti. W 1935 roku po wprowadzeniu Serie C Seconda Divisione została piątym poziomem ligowym, ale klub zrezygnował z udziału w mistrzostwach i pozostał nieaktywnym. W sezonie 1937/38 przystąpił do rozgrywek Prima Divisione Abruzzi, ale po pierwszej kolejce wycofał się z rozgrywek i znów zawiesił działalność. W sezonie 1939/40 zajął 3.miejsce w Prima Divisione Abruzzi i otrzymał promocję do Serie C. W 1943 roku na terenie Włoch rozpoczęto działania wojenne II wojny światowej, wskutek czego mistrzostwa 1943/44 zostały odwołane. W 1944 startował w wojennych rozgrywkach Torneo misto abruzzese, zajmując drugą pozycję.
Po zakończeniu II wojny światowej, klub wznowił działalność w 1945 roku i został zakwalifikowany do Serie C Centro-Sud. W 1948 roku w wyniku reorganizacji systemu lig zespół został zdegradowany do Promozione (D4), ale w 1951 wrócił do Serie C. W 1952 roku w wyniku reorganizacji systemu lig spadł do IV Serie, która w 1957 zmieniła nazwę na Campionato Interregionale - Prima Categoria. W 1958 zespół wrócił do Serie C, a w 1966 spadł na rok do Serie D. W 1976 znów spadł do Serie D, ale po roku wrócił do trzeciej ligi. Przed rozpoczęciem sezonu 1978/79 Serie C została podzielona na dwie dywizje: Serie C1 i Serie C2, wskutek czego klub został przydzielony do Serie C1. W 1980 spadł do Serie C2, po czym zmienił nazwę na Chieti Calcio. W 1982 został zdegradowany do Campionato Interregionale. W 1983 klub zmienił nazwę na SS Chieti Calcio, w 1985 na AC Chieti, a w 1986 na Chieti Calcio S.p.A. W następnym roku otrzymał promocję do Serie C2. W 1991 roku awansował do Serie C1. Od 1992 do 1995 zespół co roku zmieniał ligi C1 i C2. W 2001 klub po raz kolejny zdobył awans do Serie C1. W sezonie 2005/06 zajął 18.miejsce w grupie B Serie C1 i został zdegradowany do Serie C2, ale następnie nie zrezygnował z dalszych występów i został rozwiązany.
W sierpniu 2006 ASD Chieti dołączył do FIGC i przejął tytuł sportowy upadłego klubu. W sezonie 2006/07 startował w Promozione Abruzzo (D7), zdobywając awans do Eccellenza Abruzzo. W 2008 został promowany do Serie D, a w 2009 zmienił nazwę na SSD Chieti. W 2010 zdobył promocję do Lega Pro Seconda Divisione, po czym zmienił nazwę na SS Chieti Calcio S.r.l. W 2014 spadł do Serie D, po czym zmienił nazwę na SSD Chieti Calcio S.r.l. Przed rozpoczęciem sezonu 2014/15 wprowadzono reformę systemy lig, wskutek czego Serie D awansowała na czwarty poziom. W sezonie 2016/17 w trakcie trwania mistrzostw wycofał się rozgrywek w grupie F Serie D. W grudniu 2016 roku klub ogłosił upadłość i został usunięty z rejestrów przez FIGC 6 stycznia 2017 roku.
W czerwcu 2017 klub ASD Chieti FC Torre Alex, który akurat uzyskał promocję do Eccellenza Abruzzo (D5), przyjął nazwę SSD Chieti FC 1922, stając się pierwszym zespołem miejskim. W 2019 roku awansował do Serie D. W sezonie 2019/20 zajął przedostatnie 17.miejsce w grupie F Serie D i spadł z powrotem do Eccellenza Abruzzo.

## Barwy klubowe, strój
|  |  |

Klub ma barwy czarno-zielone. Zawodnicy domowe spotkania zazwyczaj grają w pasiastych pionowo czarno-zielonych koszulkach, czarnych spodenkach oraz czarnych getrach.

## Sukcesy

### Trofea międzynarodowe
Nie uczestniczył w rozgrywkach europejskich (stan na 31-05-2020).

### Trofea krajowe
| \| \| Zdobyte trofea w rozgrywkach Włoch (stan na: 31-08-2020) \| |                                                          |      |                   |
| Rozgrywki                                                         | Osiągnięcie                                              | Razy | Sezon(y)          |
| · Mistrzostwo                                                     | I miejsce                                                | 0    |                   |
| · Mistrzostwo                                                     | II miejsce                                               | 0    |                   |
| · Mistrzostwo                                                     | III miejsce                                              | 0    |                   |
| · Puchar                                                          | zdobywca                                                 | 0    |                   |
| · Puchar                                                          | finalista                                                | 0    |                   |
| · Puchar                                                          | 1/256 finału                                             | 1    | 1940/41           |
| II liga                                                           | I miejsce                                                | 0    |                   |
| II liga                                                           | II miejsce                                               | 0    |                   |
| II liga                                                           | III miejsce                                              | 1    | 1925/26 (Abruzzo) |
| Włochy                                                            | Zdobyte trofea w rozgrywkach Włoch (stan na: 31-08-2020) |      |                   |

- Terza Divisione/Seconda Divisione/Serie C (D3):
  - mistrz (2x): 1924/25 (Abruzzo), 1928/29 (B Meridionale)
  - wicemistrz (4x): 1926/27 (A), 1927/28 (A), 1928/29 (semifinale B Meridionale), 1963/64 (C)
  - 3.miejsce (1x): 1942/43 (H)

### Inne trofea
- Coppa Italia Dilettanti (Fase Interregionale):
  - zdobywca (1x): 1986/87
- Coppa Anglo-Italiana:
  - finalista (1x): 1979

## Struktura klubu

### Stadion
Klub piłkarski rozgrywa swoje mecze domowe na Stadio Guido Angelini, w mieście Chieti o pojemności 12 750 widzów.

### Derby
- L’Aquila 1927
- SS Arezzo
- Delfino Pescara 1936
- Lanciano Calcio 1920
- SS Monopoli 1966
- Teramo Calcio
- Termoli Calcio 1920